# Peloponneso (periferia)
Il Peloponneso (ufficialmente in greco Περιφέρεια Πελοποννήσου, Periféreia Peloponnísou) è una delle 13 regioni (perifereies) in cui è amministrativamente suddivisa la Grecia. Il territorio della regione comprende solo una parte della penisola del Peloponneso.

## Geografia antropica

### Unità periferiche
- Arcadia
- Argolide
- Corinzia
- Laconia
- Messenia

### Comuni
A seguito della riforma in vigore dal 1º gennaio 2011 il Peloponneso è diviso nei seguenti comuni:
- Anatoliki Mani
- Argo-Micene
- Calamata
- Cervi
- Corinto
- Dytiki Mani
- Epidauro
- Ermionida
- Evrotas
- Gortyna
- Ichalia
- Loutraki-Perachora-Agioi Theodoroi
- Megalopoli
- Messene
- Malvasia
- Nauplia
- Nemea
- Notia Kynouria
- Pylos-Nestoras
- Sparta
- Sykiona
- Trifyllia
- Tripoli
- Velo-Vocha
- Voreia Kynouria
- Xylokastro-Evrostini

## Prefetture
Fino al 2010 la periferia era divisa in 5 prefetture, diventate in seguito unità periferiche senza mutamenti territoriali.